# Arbeidsfysiotherapie
In Nederland houdt de arbeidsfysiotherapeut zich bezig met klachten en aandoeningen van het houding en bewegingsapparaat, die mede het gevolg zijn van het werk of die het werken beperken. De arbeidsfysiotherapeut houdt zich vooral bezig met de arbeidsrelevante problemen van de individuele werknemer. Daarmee onderscheidt hij zich van de bedrijfsfysiotherapeut die zich er vooral op richt om het bedrijf zelf van advies te voorzien.
Om de arbeidsrelevante klacht te beoordelen wordt na een intake, waarin een functie-, taak-handelingenanalyse en werkgebonden factoren specifiek aan de orde komen, een plan van aanpak bepaald. Werkgebonden factoren die aan de orde komen zijn: werkhouding, werkplek, werktaken, werkduur en werkorganisatie. Informatie, gericht advies en behandeling van de arbeidsrelevante klachten kunnen toenemende beperkingen en (dreigend) verzuim voorkomen of oplossen. Naast de reguliere fysiotherapeutische interventie kan een behandeltraject onder andere bestaan uit een (re-integratie) trainingsprogramma, een instructietraining op de werkplek of een werkplekonderzoek. De arbeidsfysiotherapeut kan interventies aanbieden op het gebied van;  primaire,secundaire en tertiaire preventie, behandeling en re-integratie. De arbeidsfysiotherapeut zal zich zo veel mogelijk richten op een verantwoorde werkhervatting van de werknemer. De arbeidsfysiotherapeut werkt hierbij nauw samen met alle bij de behandeling, begeleiding en beoordeling van de (dreigende)verzuimende werknemers, met arbeidsrelevante klachten, betrokken beroepsgroepen. Waaronder huis- en bedrijfsartsen, arboadviseurs en verzekeringsartsen.
Het Koninklijk Nederlands Genootschap voor Fysiotherapie (KNGF) heeft het profiel van de arbeidsfysiotherapeuten beschreven, in een project waaraan ook werkgevers, arbodiensten en opleidingen deelnamen (Kuiper et al, 2003).
Arbeidsfysiotherapeuten kunnen lid worden van de Nederlandse vereniging voor Bedrijfs- en arbeidsfysiotherapeuten (NVBF), die als beroepsinhoudelijke vereniging verbonden is met het KNGF.